# 辻志郎
辻 志郎（つじ しろう、1932年（昭和7年）8月1日 – 2003年（平成15年）3月13日）は、昭和時代から平成時代にかけての日本の彫刻家。本名は四郎。日展評議員、日彫会運営委員を歴任。

## 経歴
富山県庄川町金屋（現在の砺波市）に生まれる。井波木彫刻師の市山玉香に弟子入、1956年第12回日展に「山羊」」で初入選。1964年加藤顕清に師事し、翌年の第8回新日展に「人間」で特選。1968年澤田政廣に師事し、1969年改組第1回日展に「男」で特選。1980年第一回高村光太郎大賞展に特別優秀賞受賞。 1983年「富山県置県100年記念 新世紀博」会場のシンボルタワー「新世紀の旅立ち」制作。1984年県営総合体育センター「限りなき生命」制作。1985年庄川町水記念公園「宇宙への旅立ち」制作。1986年富山県工業試験場「地球の歌」制作。1990年第4回現代日本具象彫刻展に優秀賞受賞。1990年日展評議員となる。1993年富山県埋蔵文化財センター前「スペース ゲート」制作、地域文化功労者文部大臣表彰。2002年第34回日展「未来」で文部科学大臣賞受賞。2003年3月13日、舌癌のため死去。
伝統工芸井波木彫刻はじめパブリックアートなど数多く手がけた。門下に藤井治紀や山下清らがいた。

## 作品
- 「山羊」[2]
- 「人間」
- 「男」[3]
- 「戒」[4]
- 「蒼龍館本尊不動明王」[5]
- 「新世紀への旅立ち」
- 「限りなき生命」（レリーフ）
- 「宇宙への旅立ち」
- 「道」
- 「伝教大師立像」
- 「地球の歌」（レリーフ）
- 「稲嶺一郎氏銅像」
- 「雷不動明王」
- 「牛鬼」
- 「播隆上人像」
- 「スペース」シリーズ